# Durban Roodepoort Deep
Durban Roodepoort Deep — нова золотодобувна компанія в ПАР, утворена в 1997-98 рр. з дочірнього підрозділу корпорації Rand Gold and Exploration. 
На межі ХХ-XXI ст. динамічно розвивається. 
У 2000 р. Durban Roodepoort Deep зайняла з видобутку золота 12-е місце у світі — 35.7 т (в 1999 р. — 27.7 т).